# Wallace Bryant
Wallace Gordon Bryant (Torrejón de Ardoz, Comunidad de Madrid, España, 14 de julio de 1959) es un exbaloncestista estadounidense. Con 2,11 metros de estatura, jugaba en la posición de pívot. De padre militar estadounidense, nace en la base militar de Estados Unidos en Torrejón de Ardoz. Es el primer jugador de baloncesto nacido en España que jugó en la NBA.

## Trayectoria deportiva

### Universidad
Jugó durante cuatro temporadas con los Dons de la Universidad de San Francisco,  en las que promedió 13 puntos,  y 9 rebotes.

### Profesional
Fue elegido en la segunda ronda con el puesto número 30 en Draft de la NBA de 1982 por los Chicago Bulls. Su primer equipo profesional fue el Pallacanestro Cantú de Italia, donde promedió 18 puntos y 9 rebotes en 30 partidos. Su inicio profesional fue muy afortunado en cuanto a títulos, ya que el equipo de Cantú ese año ganó la  Copa de Europa. En la final contra el Billy Milán fue el máximo anotador junto con Antonello Riva. Su buen año en Italia le hace asomarse a la NBA, donde juega durante 3 años en tres equipos distintos, contabilizando 102 partidos y unos promedios de 3,2 puntos y 3,7 rebotes por partido. Al final de la temporada 1985-86 ficha por el Magia Huesca, siendo un jugador muy importante para que el equipo oscense mantenga la categoría en ACB. La temporada 1986-1987 ficharía por el FC Barcelona, donde hace un triplete de títulos: ACB, Copa del Rey y Copa Korac, sus buenos números, 15,5 puntos y 8 rebotes por partidos y su gran juego no le sirven para seguir al año siguiente, su sustituto al año siguiente en el FC Barcelona sería Audie Norris. En la temporada 1987-1988 juega en el Fortitudo Bologna, promediando 18 puntos y 10 rebotes por encuentro, que le abrieron nuevamente las puertas de ACB en CajaBilbao y Club Bàsquet Girona con unos 19 puntos y 9 rebotes por partido entre las dos temporadas. Para la temporada 1990-1991 vuelve a Italia tras fichar por el Filodoro Napoli con el que consigue unos promedios de 16 puntos y 9 rebotes. Vuelve al Magia Huesca, pero no consigue tener el éxito del año 1986 y es sustituido tras 4 partidos por Granger Hall. Tras un breve paso por la CBA, termina su carrera deportiva en Argentina, donde juega por un espacio de 6 años en 3 equipos distintos, y ganando la liga en dos ocasiones.